# Antoni Elias i Pagès
Antoni Elias i Pagès (Torredembarra, Tarragonès, segle xviii (abans de 1795) - Castelló d'Empúries, Alt Empordà, 1823) fou un compositor, mestre de capella i religiós català durant els segles XVIII i XIX.
El 6 de febrer de 1795, essent llicenciat va enviar les obres requerides a les oposicions de mestre de capella de la catedral de Granada. El 18 de febrer de 1797, un cop assabentat que no havia guanyat la plaça, va escriure una carta presentant-se com a sots-mestre de capella de la catedral de Barcelona per a reclamar que li fossin retornades les obres i un certificat d'oposició. Finalment, va obtenir el càrrec de mestre de capella de la basílica de Santa Maria de Castelló d'Empúries el 30 de febrer de 1797. Com a tal, el mateix any 1797, va ser testimoni del nomenament de Miquel Agramont per al benefici de Santa Caterina. En un document de 1805, any en què fou ordenat sacerdot, es fa palès que va ser mestre de capella d'una altra parròquia, absència que va durar fins al 1807 i que va cobrir Agustí Ciurach. Va finalitzar els seus dies com a mestre de capella de Castelló d'Empúries, on va exercir fins al seu traspàs.